# Pristimantis ganonotus
Pristimantis ganonotus es una especie de anfibio anuro de la familia Craugastoridae.

## Distribución
Esta especie es endémica de Ecuador. Habita:
- en el parque nacional Sumaco Napo-Galeras a unos 2000 m de altitud;
- en la Cordillera de Cutucú en la provincia de Morona-Santiago a unos 1700 m de altitud.[4]

## Publicación original
- Duellman & Lynch, 1988 : Anuran amphibians from the Cordillera de Cutucu, Ecuador. Proceedings of the Academy of Natural Sciences of Philadelphia, vol. 140, n.º 2, p. 125-142.[5]